# Sainte-Anne (Doubs)
Sainte-Anne è un comune francese di 29 abitanti situato nel dipartimento del Doubs nella regione della Borgogna-Franca Contea.

## Società

### Evoluzione demografica
Abitanti censiti